# Kompania graniczna KOP „Husiatyń”

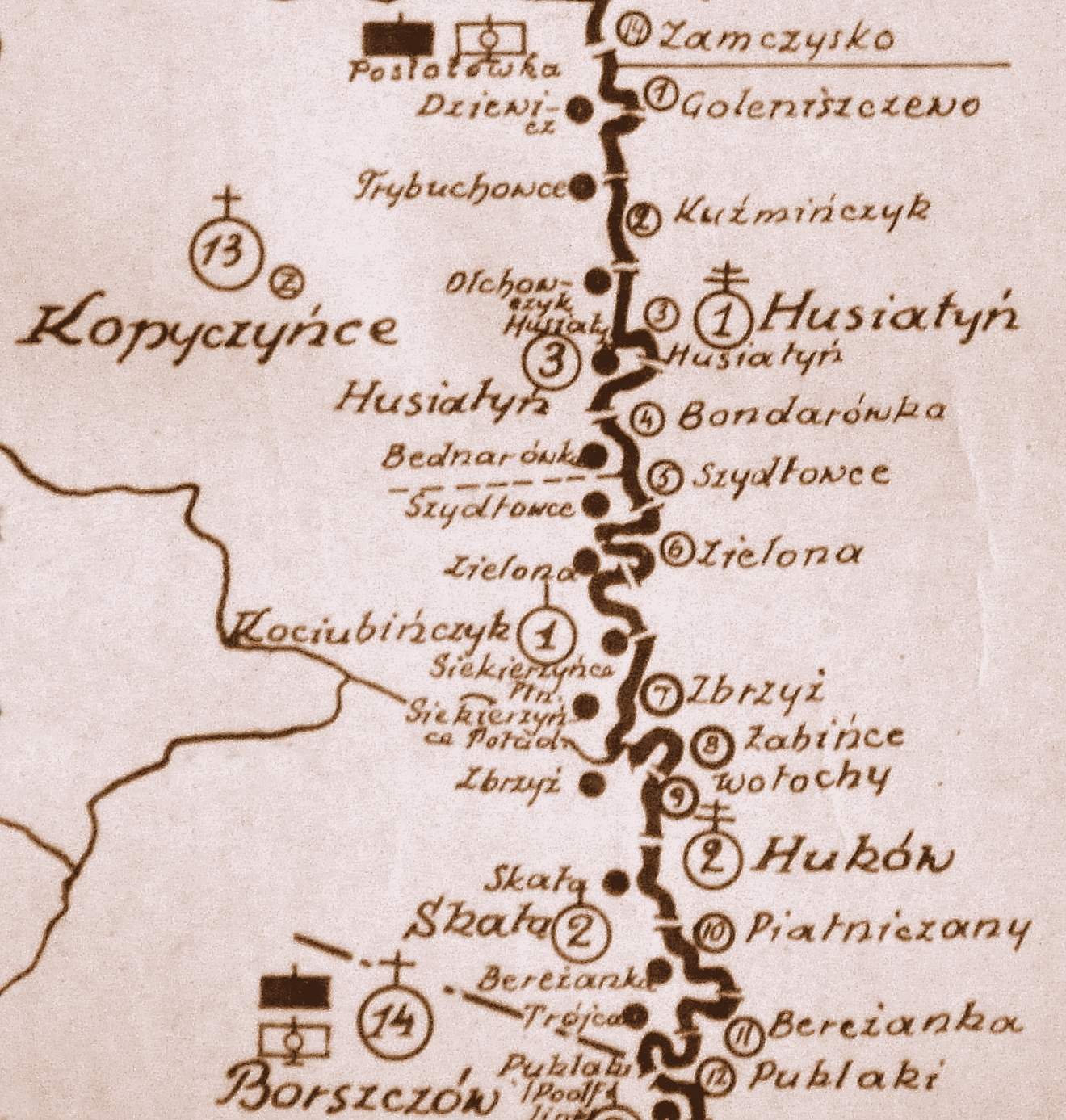
Rozmieszczenie batalionu KOP „Kopyczyńce” w 1931

Kompania graniczna KOP „Husiatyń” – pododdział graniczny Korpusu Ochrony Pogranicza pełniący służbę ochronną na granicy polsko-radzieckiej.

## Geneza
Do czasu zakończenia wojny polsko-bolszewickiej, czyli do jesieni 1920, wschodnią granicę państwa polskiego wyznaczała linia frontu. Dopiero zarządzeniem z 6 listopada 1920 utworzono Kordon Graniczny Ministerstwa Spraw Wojskowych. W połowie stycznia 1921 zmodyfikowano formę ochrony granicy i rozpoczęto organizowanie Kordonu Granicznego Naczelnego Dowództwa WP. Obsadzony on miał być przez żandarmerię polową i oddziały wojskowe. Latem 1921 ochronę granicy wschodniej postanowiło powierzyć Batalionom Celnym. W Kopyczyńcach rozmieszczono dowództwo i pododdziały sztabowe 23 batalionu celnego, a jego 3 kompania stacjonowała w Husatynie. 
W drugiej połowie 1922 przeprowadzono kolejną reorganizację organów strzegących granicy wschodniej. 1 września 1922 bataliony celne przemianowano na bataliony Straży Granicznej. 
Już w następnym roku zlikwidowano Straż Graniczną, a z dniem 1 lipca 1923 pełnienie służby granicznej na wschodnich rubieżach powierzono Policji Państwowej. 
W sierpniu 1924 podjęto uchwałę o powołaniu Korpusu Ochrony Pogranicza – formacji zorganizowanej na wzór wojskowy, a będącej w etacie Ministerstwa Spraw Wewnętrznych.

## Formowanie i zmiany organizacyjne
Na podstawie rozkazu Ministra Spraw Wojskowych nr 1600/tjn./O.de B/25, w drugim etapie organizacji Korpusu Ochrony Pogranicza, w terminie do 1 marca 1925 sformowano 13 batalion graniczny , a w jego składzie 3 kompanię graniczną KOP.
W listopadzie 1936 kompania liczyła 2 oficerów, 9 podoficerów, 5 nadterminowych i 98 żołnierzy służby zasadniczej.
W 1939 2 kompania graniczna KOP „Husiatyń” podlegała dowódcy batalionu KOP „Kopyczyńce”.

## Służba graniczna
Podstawową jednostką taktyczną Korpusu Ochrony Pogranicza przeznaczoną do pełnienia służby ochronnej był batalion graniczny. Odcinek batalionu dzielił się na pododcinki kompanii, a te z kolei na pododcinki strażnic, które były „zasadniczymi jednostkami pełniącymi służbę ochronną”, w sile półplutonu. Służba ochronna pełniona była systemem zmiennym, polegającym na stałym patrolowaniu strefy nadgranicznej i tyłowej, wystawianiu posterunków alarmowych, obserwacyjnych i kontrolnych stałych, patrolowaniu i organizowaniu zasadzek w miejscach rozpoznanych jako niebezpieczne, kontrolowaniu dokumentów i zatrzymywaniu osób podejrzanych, a także utrzymywaniu ścisłej łączności między oddziałami i władzami administracyjnymi. Miejscowość, w którym stacjonowała kompania graniczna, posiadała status garnizonu Korpusu Ochrony Pogranicza.
3 kompania graniczna „Husatyń” w 1934 ochraniała odcinek granicy państwowej szerokości 27 kilometrów 350 metrów. Po stronie sowieckiej granicę ochraniały zastawy „Goleniszczewo”, „Kuźmińczyk”, „Husiatyń” i „Bondarówka” z komendantury „Husiatyń” .
Kompanie sąsiednie:
- 1 kompania graniczna KOP „Kałaharówka” ⇔ 1 kompania graniczna KOP „Kociubińczyki” – 1928[14], 1929[15], 1931[13] , 1932[16], 1934[17]
- 3 kompania graniczna KOP „Postołówka” ⇔ 1 kompania graniczna KOP „Kociubińczyki” – 1938[18]

## Działania kompanii w 1939
17 września 1939 batalion KOP „Kopyczyńce” kpt. Kąkolewskiego został zaatakowany zostały przez pododdziały 4 Korpusu Kawalerii komdiwa Dmitrija Riabyszewa i 26 BPanc płk. Siemieczenki oraz pododdziały 23 Oddziału Wojsk Pogranicznych NKWD. Atak rozpoczął się o godzinie 3:00 17 września czasu moskiewskiego.
Strażnice 2 kompanii granicznej „Husiatyń” zaatakowane zostały przez pododdziały 32 Dywizji Kawalerii kombriga Aleksandra Backalewicza oraz część sił 25 Korpusu Pancernego komdiwa Riepina. Strażnica „Husiatyń” oraz pluton odwodowy atakował 153 pułk kawalerii. Strażnica i pluton podjęły walkę. Opisuje ją siedemnastoletni ochotnik, żołnierz plutonu odwodowego, Kazimierz Kurnik:

Nocą około godz. 3 nad ranem wybuchła gwałtowna strzelanina na całym odcinku granicy. Dlatego pełniący służbę sierż. Kolendo ogłosił alarm i natychmiast wysłał na granicę kilka dodatkowych patroli uzbrojonych w karabiny i erkaemy. Do ewentualnej obrony budynku pozostało 15-16 żołnierzy, w tym nas 5 ochotników. Pół godziny później budynek został zaatakowany od frontu z broni ręcznej i maszynowej, w związku z czym sierż. Kolendo zarządził przemieszczenie się wszystkich żołnierzy na pierwsze piętro strażnicy i zajęcie stanowisk obronnych w oknach po obydwu stronach murowanego budynku.Strzelanina była bardzo gęsta i raczej bezładna, ale jednak wielu napastników, choć słabo widocznych w pomroce nocnej, padało i nie podnosiło się, ranni czołgali się do tyłu. U nas jeszcze wszyscy byli cali i zdrowi, choć mocno zdenerwowani, albowiem nie wiedzieliśmy, kto nas zaatakował. Około godziny 8 rano strzelanina zupełnie ucichła, tylko w powietrzu unosił się kurz i dym. W oknach nie było szyb [...], a w polu widzenia wciąż leżeli zabici lub ciężko ranni napastnicy [...] Nasuwało się nieodparcie pytanie: Co dalej? W tej niemal idealnej po bitewnym zgiełku ciszy nagle bardzo głośno zabrzmiało pukanie do drzwi z tylnej strony koszar, od strony rzeki i pól. To wrócił jeden z żołnierzy wysłany przed atakiem na patrol graniczny, meldując, że rozbiły ich przeważające siły sowieckie, zakopawszy więc broń, rozproszyli się. Miasto zostało całkowicie opanowane przez oddziały sowieckie, a przez rzekę Zbrucz budowany jest drewniany most, natomiast z tyłu koszar nie ma żywego ducha. W tym stanie rzeczy sierżant szef Kolendo zebrał wszystkich żołnierzy i powiedział: «Koledzy, dopóki jest cicho i tylne drzwi oraz wyjście są wolne, wszyscy pryskamy, gdzie kto może, i ukrywamy się, nim główna nawała bolszewicka nie przetoczy się. Później już każdy na własną rękę poszuka polskich jednostek wojskowych. Dziękuję Wam za służbę».

Strażnica „Bednarówka”, zaatakowana została przez pododdziały brygady zmotoryzowanej płk. A. Diemidowa z 25 KPanc. Po krótkiej walce strażnica została zdobyta. Do niewoli dostało się 2 podoficerów i 8 szeregowców.
Na rozkaz ppłk. Kotarby pozostałości batalionu wycofały się w kierunku na Czortków-Buczacz-Niżniów. W rejon Niżniowa dotarły w godzinach wieczornych 17 września. Otoczone przez sowietów, poddały się.

## Struktura organizacyjna
Strażnice kompanii w latach 1928 – 1934 .
- strażnica KOP „Dziewicz”
- strażnica KOP „Trybuchowce”[c]
- strażnica KOP „Olchowczyk”[d]
- strażnica KOP „Husiatyn”[e]
- strażnica KOP „Bednarówka”[f]

Strażnice kompanii w 1938
- strażnica KOP „Olchowczyk”
- strażnica KOP „Husiatyn”
- strażnica KOP „Bednarówka”

Organizacja kompanii 17 września 1939:
- dowództwo kompanii
- pluton odwodowy
- 1 strażnica KOP „Olchowczyk”
- 2 strażnica KOP „Husiatyn”
- 3 strażnica KOP „Bednarówka”

## Dowódcy kompanii
- kpt. Kazimierz Gottwald (był 30 IX 1928[23]  – III 1930 → 37 pp[24])
- kpt. Władysław Nowobilski (29 III 1930 − 9 VI 1933 → odszedł do baonu KOP „Orany”)[23]
- kpt. Kazimierz Kirkin (9 VI 1933 −)[23]
- por. Tadeusz Gąsiorowski[g] (- 1939)